# Aranysárga lánggomba
Az aranysárga lánggomba (Gymnopilus junonius) a Hymenogastraceae családba tartozó, az egész világon elterjedt, korhadó faanyagon élő, nem ehető gombafaj.

## Megjelenése
Az aranysárga lánggomba kalapja 8–20 cm átmérőjű, alakja kezdetben domború, majd ellaposodik. Széle sokáig begöngyölt marad. Felülete sugarasan szálas, esetleg finoman pikkelyes, a fiatal gomba esetében enyhén tapadós. Színe aranysárga, narancssárga, okkerbarna vagy vörösesbarna. Húsa vastag, puha, sárga színű. Szaga kissé savanykás, íze keserű.
Keskeny, sűrűn álló lemezei a tönkhöz nőnek. Színük fiatalon sárga, később élénk rozsdasárga. Spórapora narancssárga, rozsdás narancsbarna. Spórái ellipszis vagy mandula alakúak, méretük 8-10 x 5-6 µm.
Tönkje 8–20 cm magas és 1,5–5 cm vastag. Alakja bunkós, hasas; az elkeskenyedik, gyökerezik. Hártyás gallérzónája van, felette a tönk felülete deres, szálas, pikkelyes, aranysárga színű.
Többnyire csoportosan terem, a fiatal gombák lemezeit vékony, sárga fátyol (kortina) védi.

### Hasonló fajok
A mérgező világító tölcsérgombával lehet összetéveszteni, amelynek lemezei erősen lefutók, gallérja nincs, kalapja pedig tölcséres. 

## Elterjedése és termőhelye
Világszerte, az Antarktisz kivételével valamennyi kontinensen előfordul. Magyarországon nem gyakori. Lomb- és fenyőerdőben, fák tövében vagy fatuskókon nő. Júliustól októberig terem.
Nem ehető. Egyes alfajai (inkább Kelet-Ázsiában és Észak-Amerikában) hallucinogén hatású pszilocibint és pszilobint is tartalmaznak.  

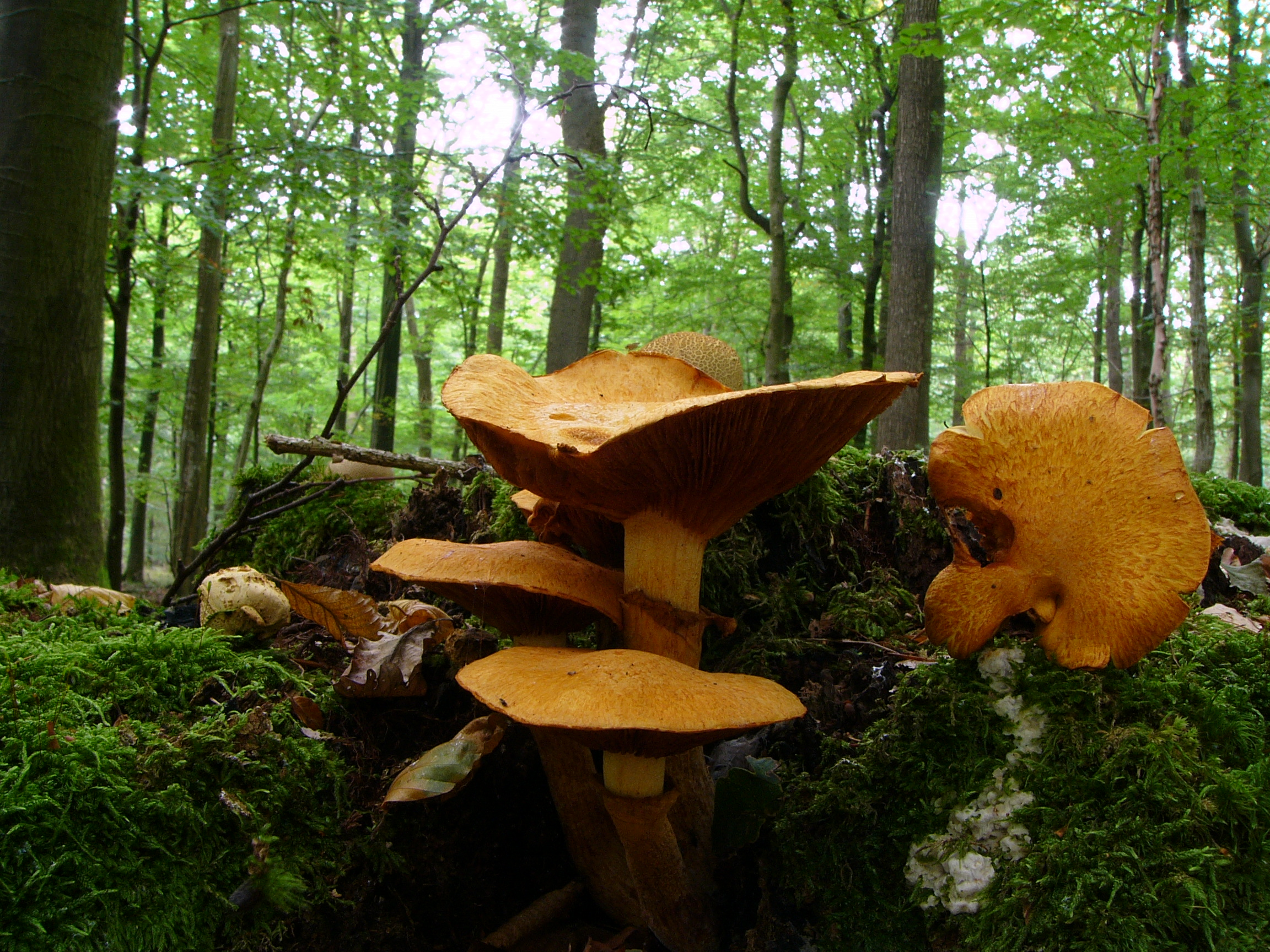
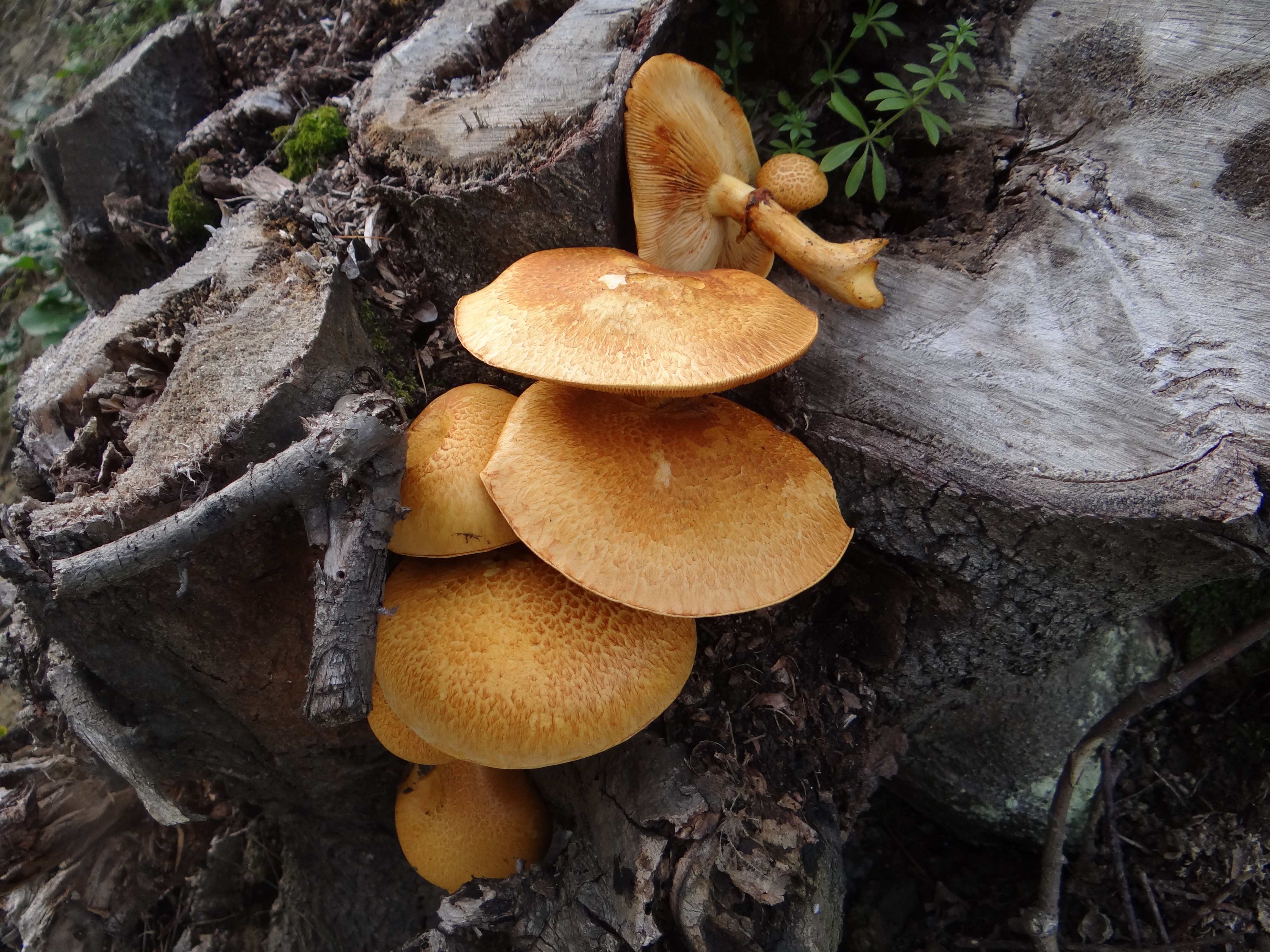
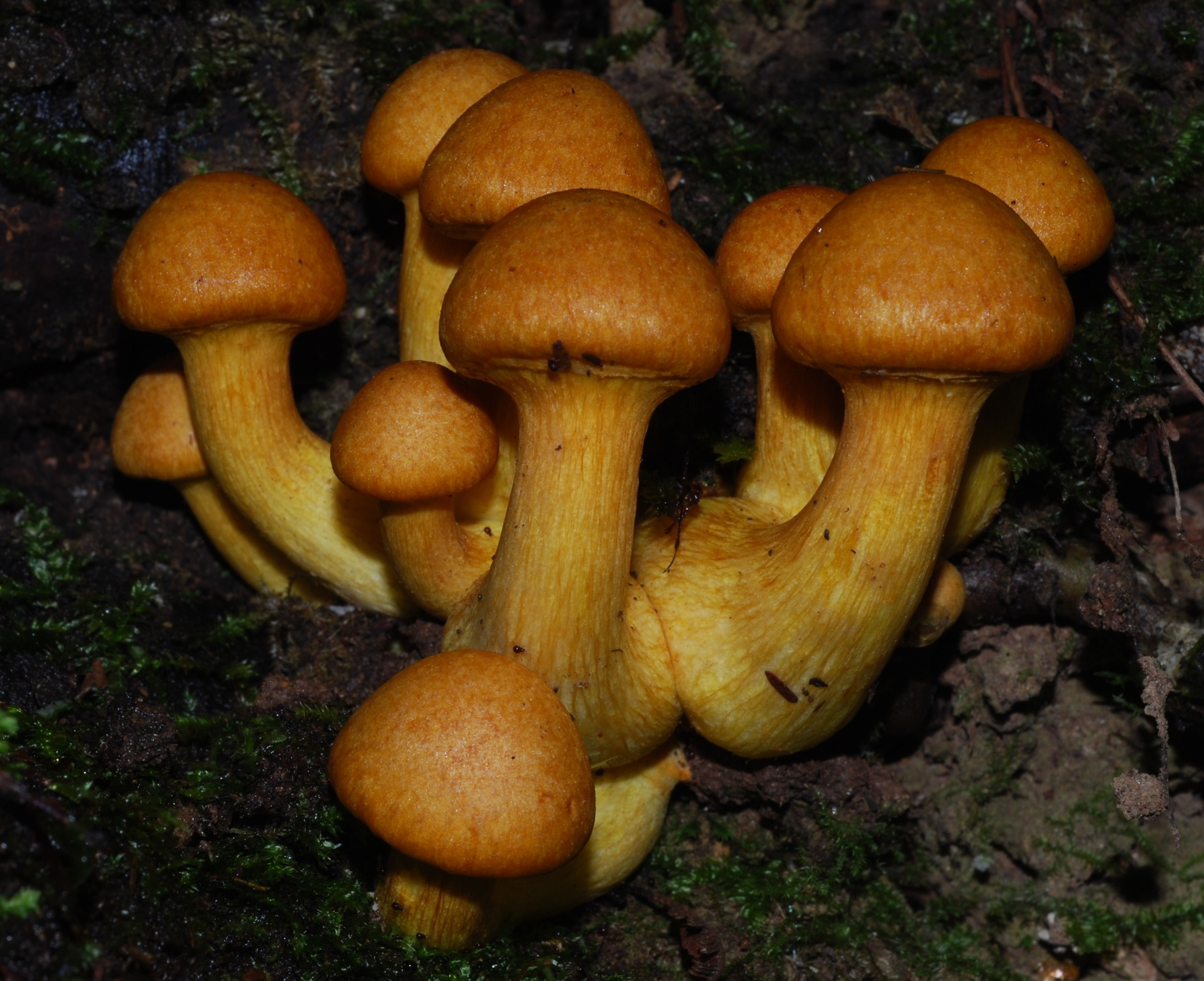
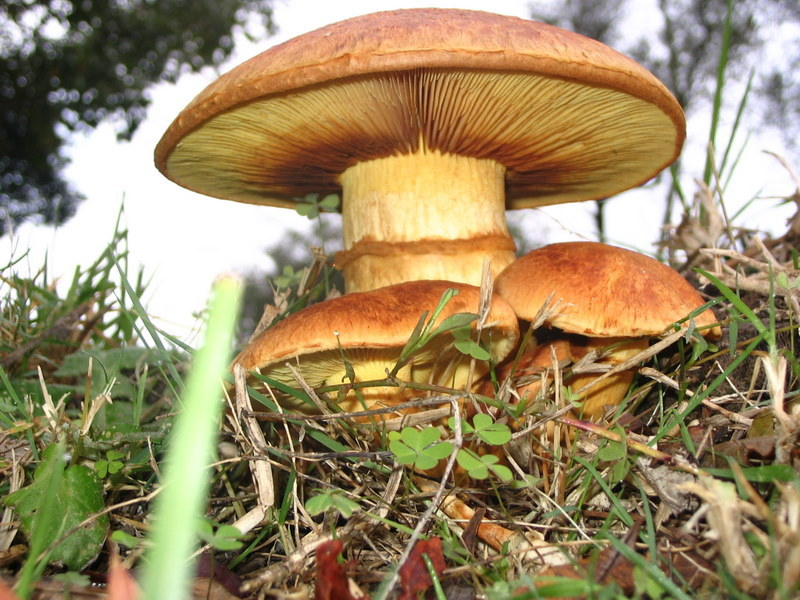